# Patrick Zwicker
Patrick Zwicker (ur. 13 lipca 1994) – niemiecki lekkoatleta specjalizujący się w biegu na 800 metrów.
Złoty medalista mistrzostw Europy juniorów w Rieti (2013).
Rekordy życiowe: stadion – 1:46,04 (8 czerwca 2013, Ratyzbona); hala – 1:47,64 (1 lutego 2014, Karlsruhe).

## Osiągnięcia
| Rok  | Impreza                               | Miejsce         | Lokata     | Wynik   |
| ---- | ------------------------------------- | --------------- | ---------- | ------- |
| 2011 | Mistrzostwa świata juniorów młodszych | Lille Metropole | półfinał   | 1:50,56 |
| 2013 | Mistrzostwa Europy juniorów           | Rieti           | 1. miejsce | 1:49,58 |